# Chromoptilia nickerli
Chromoptilia nickerli är en skalbaggsart som beskrevs av Moser 1902. Chromoptilia nickerli ingår i släktet Chromoptilia och familjen Cetoniidae. Inga underarter finns listade i Catalogue of Life.